# Hiliuți (Fălești)
Hiliuţi è un comune della Moldavia situato nel distretto di Fălești di 2.259 abitanti al censimento del 2004

## Località
Il comune è formato dall'insieme delle seguenti località (popolazione 2004):
- Hiliuți (2.037 abitanti)
- Răuțelul Nou (222 abitanti)